# Sekpele jezik
Sekpele jezik (ISO 639-3: lip; bosele, likpe, mu), nigersko-kongoanski jezik uže skupine kwa kojim govori 23 400 ljudi (2003) u jugoistočnoj Gani. Zajedno s jezikom selee [snw] čini lelemijsku podskupinu likpe-santrokofi .
Ima dva dijalekta sekwa i sekpele pismo: latinica. U upotrebi je i akan [aka] ili éwé [ewe]

## Vanjske poveznice
- Ethnologue (14th)
- Ethnologue (15th)